# Pascal (entreprise)
Pour les articles homonymes, voir Pascal.
Pascal était une chaîne de quincailleries et de magasins de meubles basée à Montréal, Québec, au Canada.

## Histoire
Pascal était depuis longtemps une chaîne de quincaillerie uniquement, mais s’est ensuite étendu à la vente au détail de meubles. Jusque dans les années 1970, la société s'appelait J. Pascal Hardware Co. Après la création de la division de meubles dans les années 1980, la dénomination sociale de la société est devenue J. Pascal Inc. Bien que les deux opéraient sous le nom commercial Pascal et partageaient un logo commun, les chaînes de quincaillerie et de meubles étaient séparées en termes d'opérations et de points de vente. Les quincailleries se trouvaient principalement dans les centres commerciaux et les rues commerçantes, alors que les magasins de meubles se trouvaient dans les centres commerciaux à aire ouverte.
Pascal était en affaires depuis près de 90 ans avant de faire faillite le 16 mai 1991. Seule la division de quincaillerie a fermée. La division de l'ameublement survécu encore trois ans avant la fermeture de l'entreprise en 1994. Après la fermeture de Pascal, une petite chaîne d'ameublement a commencé à utiliser le nom Club Meubles Pascal, donnant lieu à une bataille juridique avec J. Pascal en 1996,.
Tout au long de son existence, J. Pascal est resté une entreprise familiale appartenant à trois générations de la famille Pascal. L'entreprise a été fondé en 1903 par Jacob Pascal, puis repris par ses fils, Maxwell Pascal, Arthur Pascal, Hyman Pascal et Cecil Pascal.

## Fournitures d'Hôtellerie Pascal
Fournitures d'Hôtellerie Pascal n'a pas été touché par la faillite de la société mère et était en activité jusqu'en 2008. L'unique boutique de Fournitures d'Hôtellerie Pascal était située au 1040 rue De Bleury, au centre-ville de Montréal, non loin de l'ancien siège social de Pascal. Fournitures d'Hôtellerie Pascal est resté la propriété de la famille Pascal jusqu'au début des années 2000. Les nouveaux propriétaires ont conservé le nom Pascal pour l'entreprise jusqu'à sa fermeture en 2008.

## Quincaillerie Architecturale Pascal
La partie restante de l'empire Pascal est spécialisée dans le matériel informatique destiné à la finition des bâtiments, par exemple les serrures et les charnières. Il est situé sur le chemin Queen-Mary, dans le quartier Côte-des-Neiges de Montréal.